# Lizzie McGuire, le film (bande originale)
Pour les articles homonymes, voir Lizzie McGuire (homonymie).
Lizzie McGuire, le film est la bande originale de la série télévisée américaine Lizzie McGuire.

## Titres
| No  | Titre                                                  | Auteur                        | Durée |
| --- | ------------------------------------------------------ | ----------------------------- | ----- |
| 1.  | Why Not                                                | Hilary Duff                   |       |
| 2.  | The Tide Is High                                       | Atomic Kitten                 |       |
| 3.  | All Around the World                                   | Cooler Kids                   |       |
| 4.  | What Dreams are Made Of (ballad version)               | Paolo & Isabella              |       |
| 5.  | Shining Star                                           | Jump5                         |       |
| 6.  | Volare                                                 | Colleen Fitzpatrick/Vitamin C |       |
| 7.  | Open Your Eyes (to Love)                               | LMNT                          |       |
| 8.  | You Make Me Feel Like a Star (Lizzie mix)              | The Beu Sisters               |       |
| 9.  | Supermodel (You Better Work)                           | Taylor Dayne                  |       |
| 10. | Hey Now                                                | Lizzie McGuire                |       |
| 11. | On an Evening in Roma                                  | Dean Martin                   |       |
| 12. | Girl in the Band                                       | Haylie Duff                   |       |
| 13. | Orchestral Suite from The Lizzie McGuire Movie (score) |                               |       |
| 14. | Why Not (McMix)                                        | Hilary Duff                   |       |